# Mazagão (Marrocos)

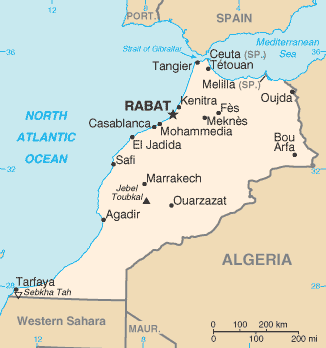
Mapa de Marrocos

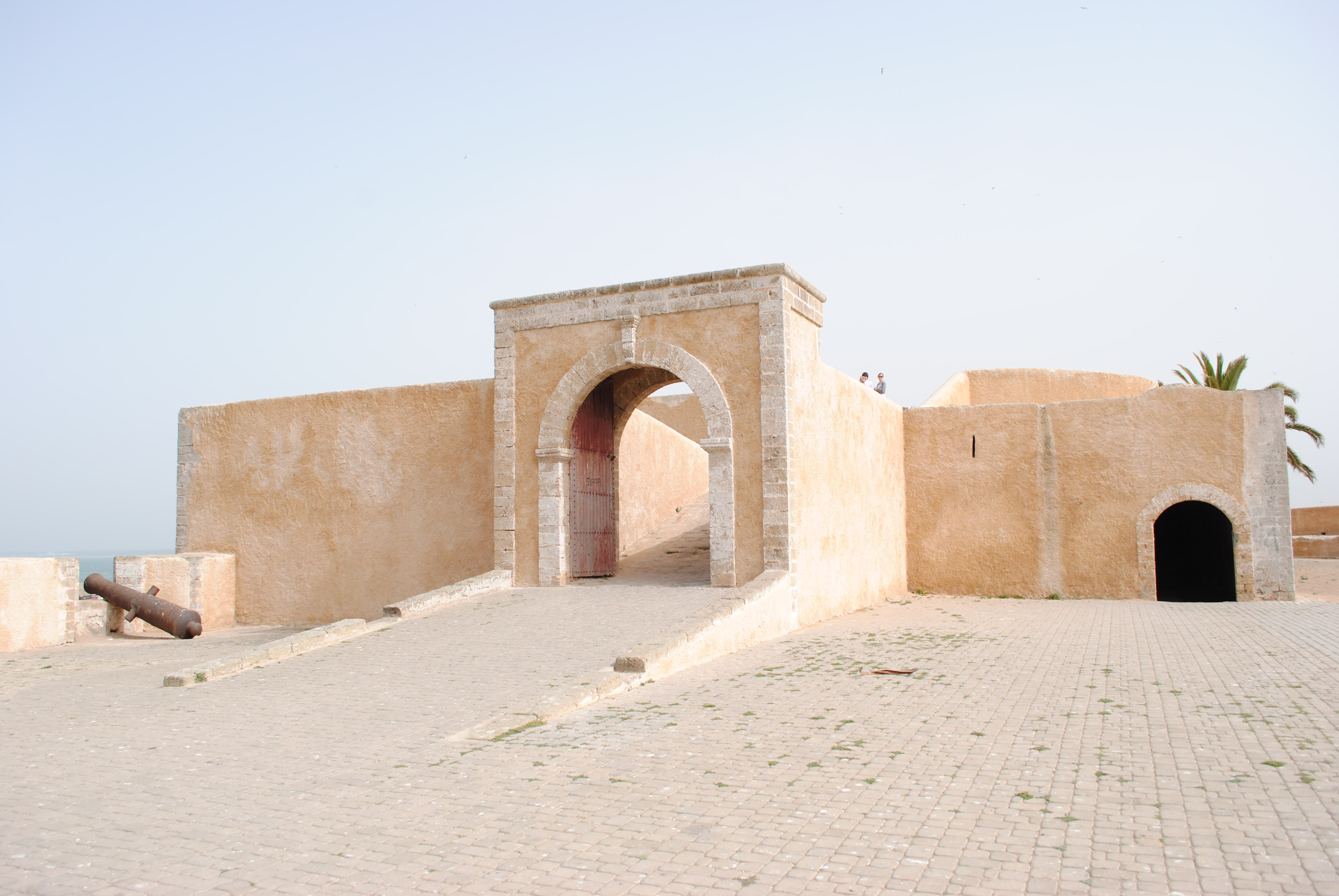
Praça-forte de Mazagão: baluarte do Anjo

Mazagão foi uma antiga possessão portuguesa no norte da África, hoje em território marroquino, entre o século XV e meados do século XVIII. A cidade deu origem à atual cidade de El Jadida, situada 90 km a sudoeste de Casablanca.
Os monumentos portugueses que chegaram até aos nossos dias são a cisterna, a antiga fortificação com suas muralhas e baluartes — exemplo precoce da arquitetura militar portuguesa do Renascimento — e a Igreja de Nossa Senhora da Assunção, em estilo manuelino. Esse conjunto oferece um exemplo excepcional das influências recíprocas entre a cultura europeia e a marroquina.
Em 30 de junho de 2004, durante a 28.ª sessão do Comité do Património Mundial, em Suzhou, na China, a cidadela de Mazagão (El Jadida) foi inscrita na lista do Património Mundial da UNESCO.

## História

### Antecedentes
O seu local pode corresponder a uma das sete colónias fundadas pelo almirante Hanão em meados do século V a.C., denominada Rúsbis.  Este local também se encontra referido pelo Políbio em 150 a.C., e pelo geógrafo Ptolemeu, conforme Plínio, o Velho, sob a designação de Porto Rútilis (em latim: Portus Rutilis).
No início do século XVI, os portugueses ali encontraram os restos de uma pequena torre abandonada, primitivamente utilizada como posto de vigia, denominado "El Brija" diminuitivo de "Borj". Durante a construção da primeira cidadela, os portugueses aproveitaram-na, denominando a nova estrutura de "Castelo Real". A cidadela ao seu abrigo foi colocada inicialmente sob a invocação de São Jorge.  
A origem da toponímia "Mazagão" é controversa. João de Sousa afirma que o nome provem da expressão em língua árabe "El ma Skhoun", com o sentido de "água quente", enquanto que André Privé supõe que a palavra é de origem portuguesa. A versão mais plausível é que o nome seja de origem berbere uma vez que se encontra registado pelo geógrafo Muhammad al-Idrisi, no século XI, o nome original pronunciado como "Mazergan" com o significado de "amolar". 
Após a sua destruição, em meados do século XVIII foi denominada de "Al Mahdouma", ou seja "a demolida", e mais tarde reconstruída vindo a ser denominada de "el Jadida" ("a nova").

### O estabelecimento português
O sítio de "Mazagan" ou "Mazagão", considerado uma vila portuguesa em terras marroquinas, encontra-se sob o domínio da Coroa portuguesa desde 1486, embora os portugueses apenas nela se tenham instalado a partir de 1502 quando ergueram uma torre e algumas instalações de campanha. Foi apenas em 1514 que a Coroa portuguesa decidiu a fortificação permanente do local, tendo os irmãos Diogo e Francisco de Arruda projetado e iniciado a construção de uma cidadela de planta quadrada com torres nos vértices. Uma das torres erguia-se na localização de al-Buraidja.
Em 1541, na sequência da queda da Fortaleza de Santa Cruz do Cabo de Gué (atual Agadir), João III de Portugal determinou a evacuação da Praça-forte de Safim e da Fortaleza de Azamor (1542), concentrando as forças portuguesas em Mazagão, considerada como melhor protegida. Ali deu início a uma extensa remodelação das suas defesas, com projeto a cargo de um grupo de engenheiros e arquitetos em que se destacavam o italiano Benedetto da Ravenna (c. 1485-1556), engenheiro de Carlos I de Espanha (a acompanhar Benedetto da Ravenna esteve também presente Miguel de Arruda), João de Castilho e João Ribeiro (com a função de construtores) . Outros autores atribuem a traça a Diogo de Torralva. Data deste período a configuração das muralhas que chegou até aos nossos dias.
O seu corpo principal foi erguido no espaço de um ano (1541-1542) por João de Castilho, sendo a primeira obra de fortificação portuguesa integralmente abaluartada. À época da evacuação da Praça-forte de Alcácer-Ceguer (1549) e da Praça-forte de Arzila (1550), as suas defesas complementares ainda não haviam sido concluídas.
Esta praça-forte foi o palco do último grande feito de armas portuguesas em Marrocos, quando resistiu vitoriosa e sem o auxílio do reino, ao cerco muçulmano de 1562. Na guarnição de 2 600 homens, sob o comando de Álvaro de Carvalho, destacou-se Rodrigo de Sousa, o "herói de Mazagão".

### O grande cerco de Mazagão
Em 1561 Álvaro de Carvalho, na altura capitão de Mazagão, volta a Portugal possivelmente para tratar de alguns assuntos, e deixa na praça como capitão interino seu irmão Rui de Sousa de Carvalho.
Pouco mais tarde o Xarife Abdallah el-Ghalib, decide apoderar-se de Mazagão, e aí envia seu filho Mulei Mohammed com uma armada de cerca de cento e cinquenta mil homens, que põem o cerco a vila a partir de fevereiro de 1562.
Rui de Sousa vendo a multidão, recusa a proposta do Xarife de abandonar a praça e pede socorro à metrópole. O cerco começa, as diferentes batalhas fazem muitos mortos e feridos e a 24 de março chega Álvaro à praça com uma armada.
Em 24 de abril Rui de Sousa é gravemente ferido e queimado, mas continua a luta.
Em 7 de maio os mouros levantam o cerco, onde morreram mais de vinte e cinco mil mouros e cento e dezassete portugueses.
Os sobreviventes portugueses terão sido à volta de duzentos e sessenta. De Álvaro a Pedatura Lusitana diz o seguinte: "assistiu no grande cerco que lhe pos o Xarife (...) no qual cerco mostrou muito valor e prudencia». 
Parece que depois do cerco, nesse mesmo ano de 1562, Álvaro voltou para Portugal, deixando seu irmão Rui de Sousa, governar, sendo este substituído pouco depois.
Nesse cerco esteve também presente Bernardim Ribeiro, "Fidalgo de valor que tinha servido valorozamente em todas as ocasiões que houve em seu tempo, e como no cerco de Mazagão o queimassem os Mouros ficou algum tanto disforme do rosto", e entrando com o jovem rei D. Sebastião jovens fidalgos que o gozaram, continua dizendo D. Fernando Alvares "que quando aquele fidalgo era da idade dos que zombavam dele, era mais gentilhomem que cada um deles, e que pois por serviço de Deus e de Sua Alteza, e defensão da fé chegara àquele estado; não devia Sua Alteza consentir que em sua presença o afrontassem, quem por ventura não se aventuraria a perder outro tanto."

### Abandono da praça

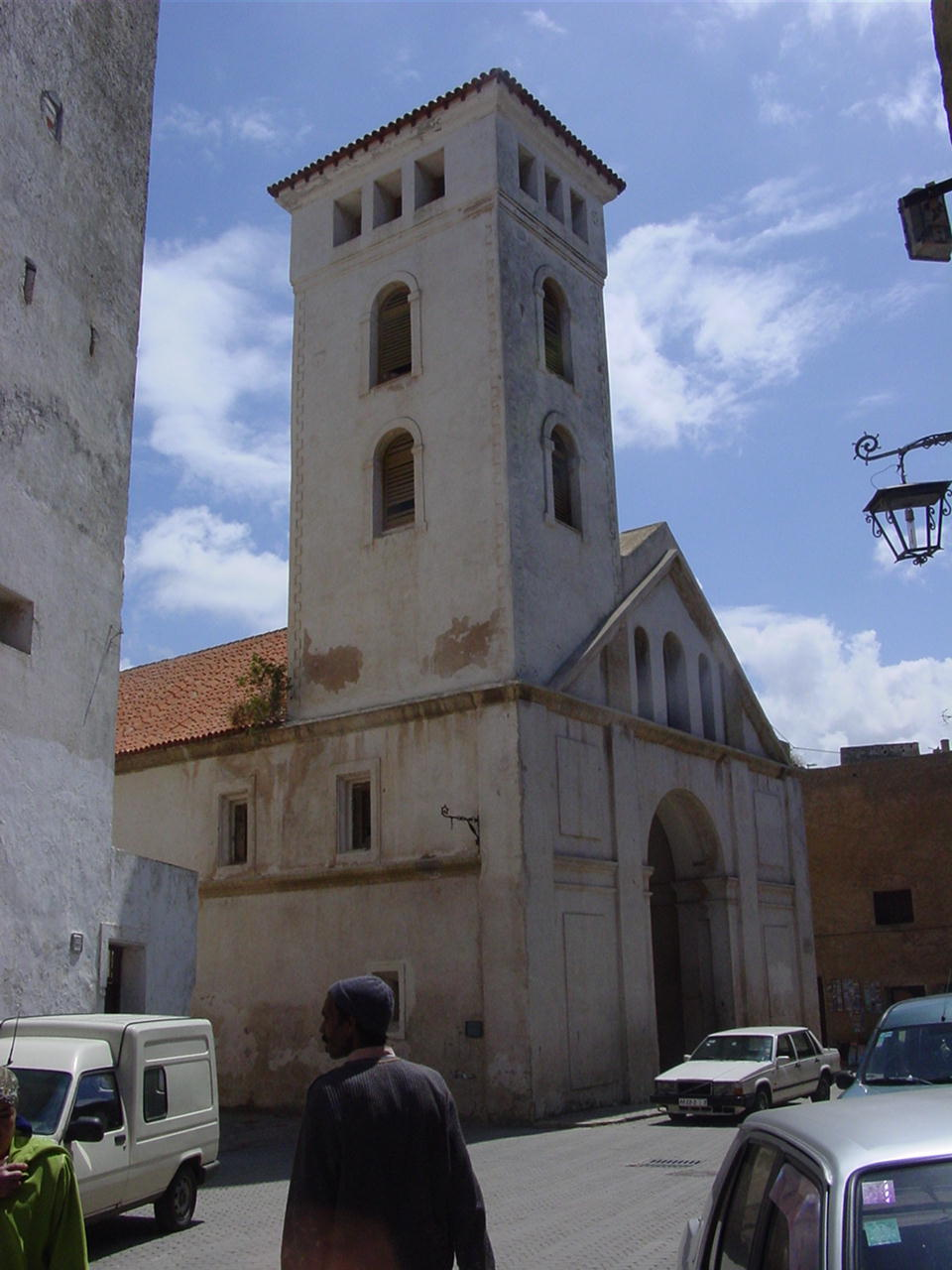
Antiga Igreja da Assunção, Mazagão

Em 1769 a ocupação de Mazagão, então a última das fortificações portuguesas em Marrocos, chegou ao fim, após a assinatura de um Tratado de Paz com o sultão Maomé III de Marrocos (r. 1757–1790). As forças portuguesas abandonaram a cidade pela Porta do Mar no dia 10 de março, deixando minada a entrada principal, que explodiu quando as forças marroquinas forçaram a entrada, o que provocou a destruição do chamado "Baluarte do Governador" e de grande parte do terrapleno. O abandono de Mazagão marcou o fim da presença portuguesa no Norte d'África. A povoação permaneceu desabitada por quase meio século, vindo a ser denominada de "al-Mahdouma" ("as ruínas"). 
O marquês de Pombal, ministro de José I de Portugal, decidiu que a população de Mazagão seria transferida para a Amazônia, no Brasil, outra região sob controle português que necessitava de garantia de soberania. Desse modo, foi fundada a vila de Nova Mazagão (atualmente apenas Mazagão, no atual estado brasileiro do Amapá).
Em 1821, judéus desalojados de Azamor encontram abrigo no sítio.
En 1824, o sultão Abderramão determinou ao paxá da região de Doukkala e Tamesma, Sidi Maomé ibne Taibe, que restaurasse a antiga povoação portuguesa reerguendo as fortificações e construindo uma mesquita.
Durante o Protetorado Francês do Marrocos (1902–1956) a fortaleza foi restaurada segundo o traçado primitivo.
As fortificações portuguesas de Mazagão foram inscritas na lista do Património da Humanidade pela UNESCO em 2004. Do conjunto, destacam-se a antiga Igreja da Assunção e a antiga cisterna, em estilo manuelino. No entanto, a fortificação mostra o cruzamento entre as culturas europeia e marroquina, tanto na arquitetura, como na técnica construtiva e no urbanismo.
Em 2009 a Fortaleza de Mazagão foi classificada como uma das Sete Maravilhas de Origem Portuguesa no Mundo.

## Características

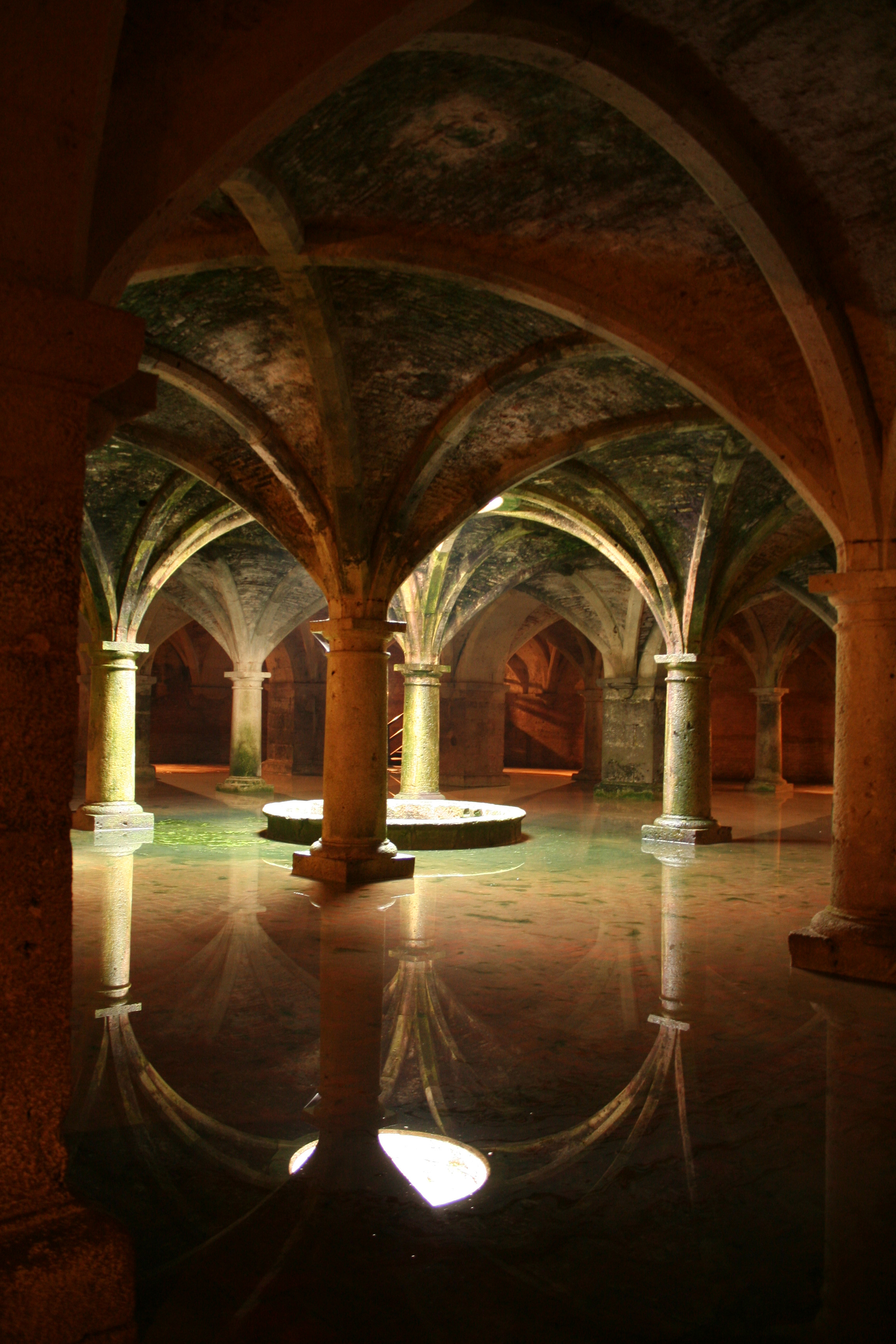
Praça-forte de Mazagão: cisterna manuelina.

A concepção da fortificação de Mazagão pertence ao período do desenvolvimento da artilharia moderna, à época do Renascimento. 
Apresenta planta no formato de estrela, com muralhas na cota de 250 a 300 metros de altura. Ligeiramente inclinadas, apresentam altura média de 8 metros, maciças, com uma espessura de 10 metros, encimadas por um caminho de ronda de 2 metros de largura. Estas muralhas são amparadas por quatro baluartes: o baluarte do Anjo, a este, o de São Sebastião, a norte, o de Santo António, a oeste, e o do Espírito Santo, a sul. Um quinto baluarte, o do Governador, defendia o Portão de Armas, atualmente em ruínas após ter sido explodido pelas forças portuguesas no momento da evacuação da praça em 1769. Esta rasgava-se em arco duplo ao centro da muralha sul, separada de terra por um fosso inundado, com 20 metros de largura e 3 de profundidade, ultrapassado por uma ponte levadiça. A fortificação possuía outras duas entradas: a chamada "Porta do Mar", que defendia um pequeno ancoradouro protegido pela muralha Nordeste, e a porta do Touro.
À época do Protetorado Francês, o fosso foi aterrado e uma nova entrada aberta, conduzindo à rua principal, a rua da Carreira e à "Porta do Mar". É ao longo desta rua que se encontram os vestígios históricos mais bem conservados, assim como a primitiva igreja católica da Assunção e a cisterna manuelina.
Numerosas peças de artilharia portuguesa encontram-se em exposição nas canhoneiras.

### A cisterna
Constitui-se em uma vasta sala subterrânea e abobadada integrante da fortificação erguida em 1514. Serviu possivelmente como salão de armas, antes de ser requalificada como reservatório de água. Apresenta planta quadrada com de 34 metros de lado, constituindo seis naves cujas abóbadas de nervuras repousam sobre 25 colunas e pilares. O tramo central é rasgado por um amplo óculo por onde penetra a luz do dia, o que produz, por reflexão sobre o espelho d'água da cisterna, um efeito magnífico. A majestosa cisterna cativou Orson Welles, que em seu interior filmou algumas sequências do seu filme Othello (1952). Do mesmo modo, cenas dos filmes La Vuelta Del Marco Negro, produzido por Francis Ford Coppola, e do filme Harén, de Arthur Joffé, também foram filmadas aqui.

## Lista dos governadores de Mazagão

### Com o título de Capitão-mor
- 1514 - 1517 - Martim Afonso de Melo Coutinho[9]
- 1517 – 1520 - Álvaro de Noronha
- 1520 - 1529 - António Leite (1.ª vez)
- 1529 - 1536 (?)
- 1536 (?) - 1537 (?) Manuel de Sande
- 1537 (?) - António Leite (2.ª vez)
- 1537 - 1541/42 - João Gomes
- 1541/42 - 1548 - Luís de Loureiro
- 1548 - 1551 - Tristão de Ataíde
- 1551 - 1561 - Álvaro de Carvalho (1.ª vez)
- 1561 - 1562 - Rui de Sousa de Carvalho (1.ª vez)
- 1562 - Álvaro de Carvalho (2.ª vez)
- 1562 - Rui de Sousa de Carvalho (2.ª vez)
- 1562 - 1564 - Francisco de Barros de Paiva
- 1564 - 1572 - Rui de Sousa de Carvalho (3.ª vez)
- 1572 - 1574 - Pedro Álvares de Carvalho
- 1574 - Bernardim de Carvalho
- 1574 - 1577 - Gil Fernandes de Carvalho (1.ª vez)
- 1577 - 1578 - Francisco de Figueiredo (interino)
- 1578 - Martim Correia da Silva, alcaide de Tavira
- 1578 - 1581 - João de Mendonça Furtado
- 1581 - 1582 - Pero de Mendonça Furtado
- 1582 - 1586 - Francisco de Mendonça Furtado
- 1586 Gil - Gil Fernandes de Carvalho (2.ª vez)
- 1586 - 1607 - Diogo Lopes de Carvalho

### Com o título de Governador
- 1607 - 1610 - D. Manuel Mascarenhas
- 7 de setembro de 1610 - 1615 - Henrique Correia da Silva, alcaide de Tavira
- 1615 - 1619 - D. Jorge Mascarenhas, 1.º Marquês de Montalvão e 1.º Conde de Castelo Novo
- 1619 - 1624 - Brás Teles de Meneses
- 15 de março de 1624 - junho de 1627 - D. Gonçalo Coutinho
- 26 de junho de 1627 - 7 de junho de 1631 - D. Francisco de Almeida
- 7 de junho de 1631 - 1635 - João da Silva Telo e Meneses, 1.º Conde de Aveiras
- 1635 - março 1640 - D. Francisco de Mascarenhas, 2.º Conde de Castelo Novo
- Março de 1640 - junho de 1640 - Luísa Antónia de Velasco + Nuno da Cunha da Costa (em acto)
- 25 de junho de 1640 - 1642 - Martim Correia da Silva, alcaide de Tavira (interino)
- 1642 - novembro de 1645 - Rui de Moura Teles
- 10 de novembro de 1645 - maio 1648 - João Luís de Vasconcelos e Meneses
- Maio de 1648 - julho de 1648 - Junta: António Dinis Barbosa, Gonçalo Barreto, Gaspar Rodrigues
- 1648 - 1649 - Nuno da Cunha da Costa (1.ª vez)
- 1649 - D. Francisco de Noronha (1.ª vez)
- 1649 - 1650 - Nuno da Cunha da Costa (2.ª vez)
- 1650 - 1654 D. Francisco de Noronha (2.ª vez)
- 29 de janeiro de 1654 - 1658 - Alexandre de Sousa Freire
- 1658 - 1661 - Francisco de Mendonça Furtado
- 1661 - 1667 - Cristóvão de Melo
- 1667 - 27 de novembro de 1671 - D. Martinho Mascarenhas, 4.º Conde de Santa Cruz
- Novembro de 1671 - 1677 - D. Marcos de Noronha
- Fevereiro de 1677 - 1681 - D. Cristóvão de Almada
- 1681 - 1687 - Bernardim de Sousa de Távora Tavares
- 1687 - 1691 - Manuel de Sousa de Castro
- 1691 - 1692 - Domingos de Matos
- 1692 - 1695 - João de Saldanha de Albuquerque

### Com o título de governador e capitão-mor
- 1695 - 1698 - Luís de Saldanha da Gama
- 1698 - 9 de 1702 - D. Sancho de Faro e Sousa, 4.º Conde do Vimieiro
- 9 de outubro de 1702 - setembro de 1705 - Manuel de Sousa Tavares de Távora
- 1 de setembro de 1705 - 27 de julho de 1713 - Francisco de Melo e Castro[desambiguação necessária]
- 27 de julho de 1713 - 1719 - D. Manuel Rolim de Moura
- 1719 - 1724 - Duarte Sodré Pereira
- 1724 - António José de Miranda Henriques
- 1724 - 1734 - João Jacques de Magalhães
- 1734 - 4 de agosto de 1745 - Bernardo Pereira de Berredo e Castro
- Agosto de 1745 - 1752 - António Álvares da Cunha
- 1752 - 1757 - José Leite de Sousa
- 1757 - setembro de 1763 - José Joaquim Vasques da Cunha
- Setembro de 1763 - novembro de 1769 - Dinis Gregório de Melo Castro e Mendonça

## Galeria

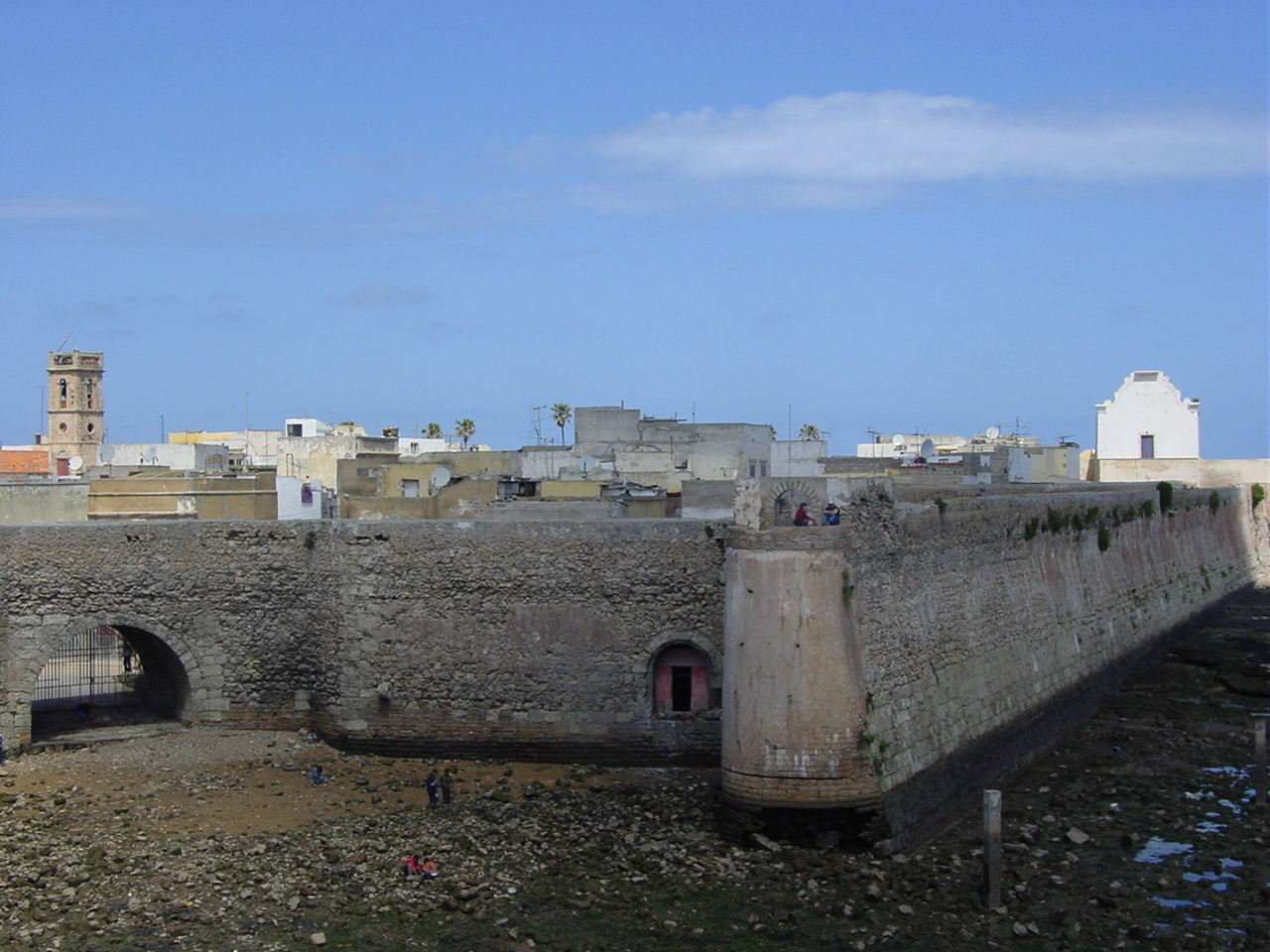
Cidadela
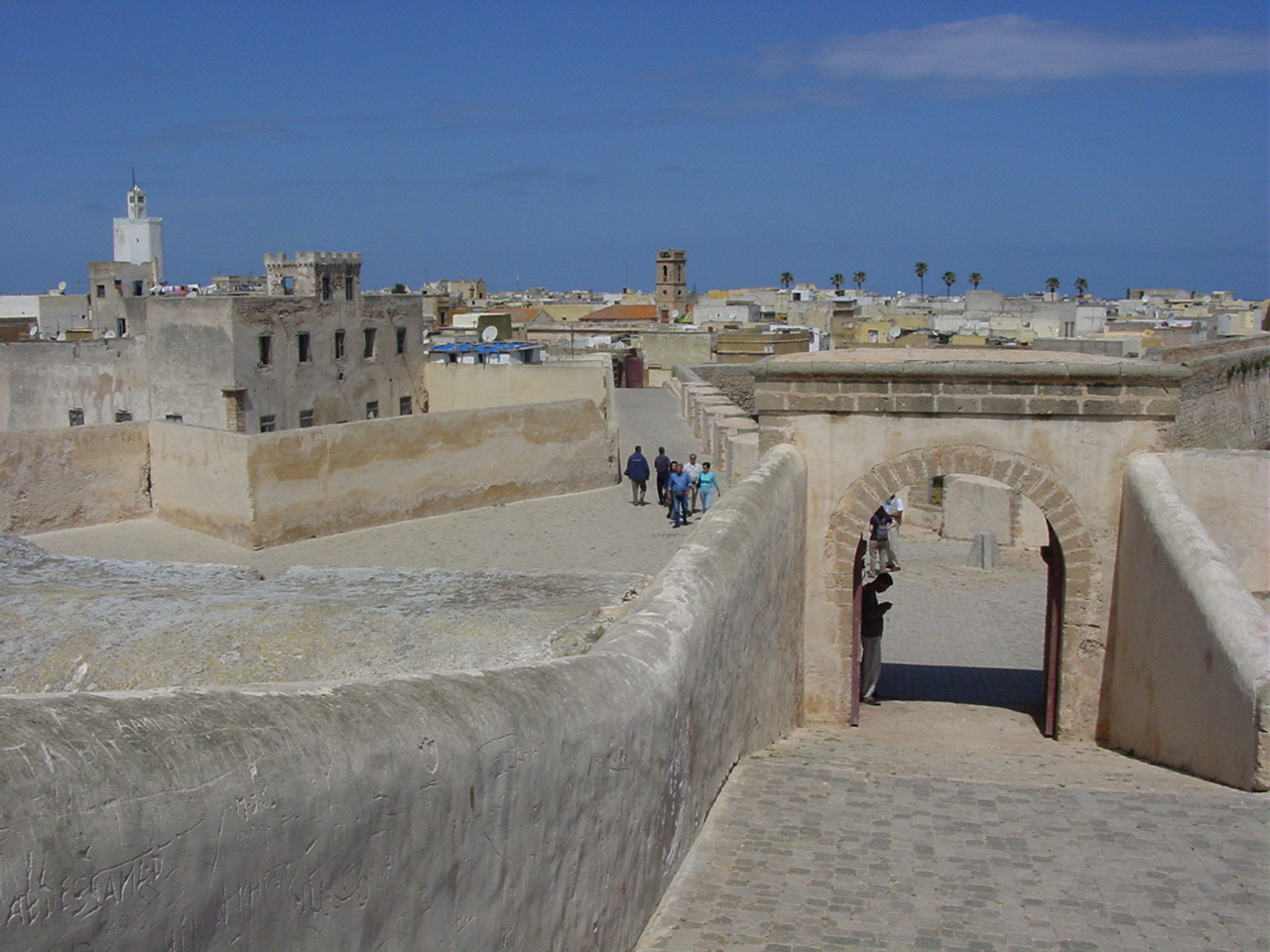
Detalhe da cidadela
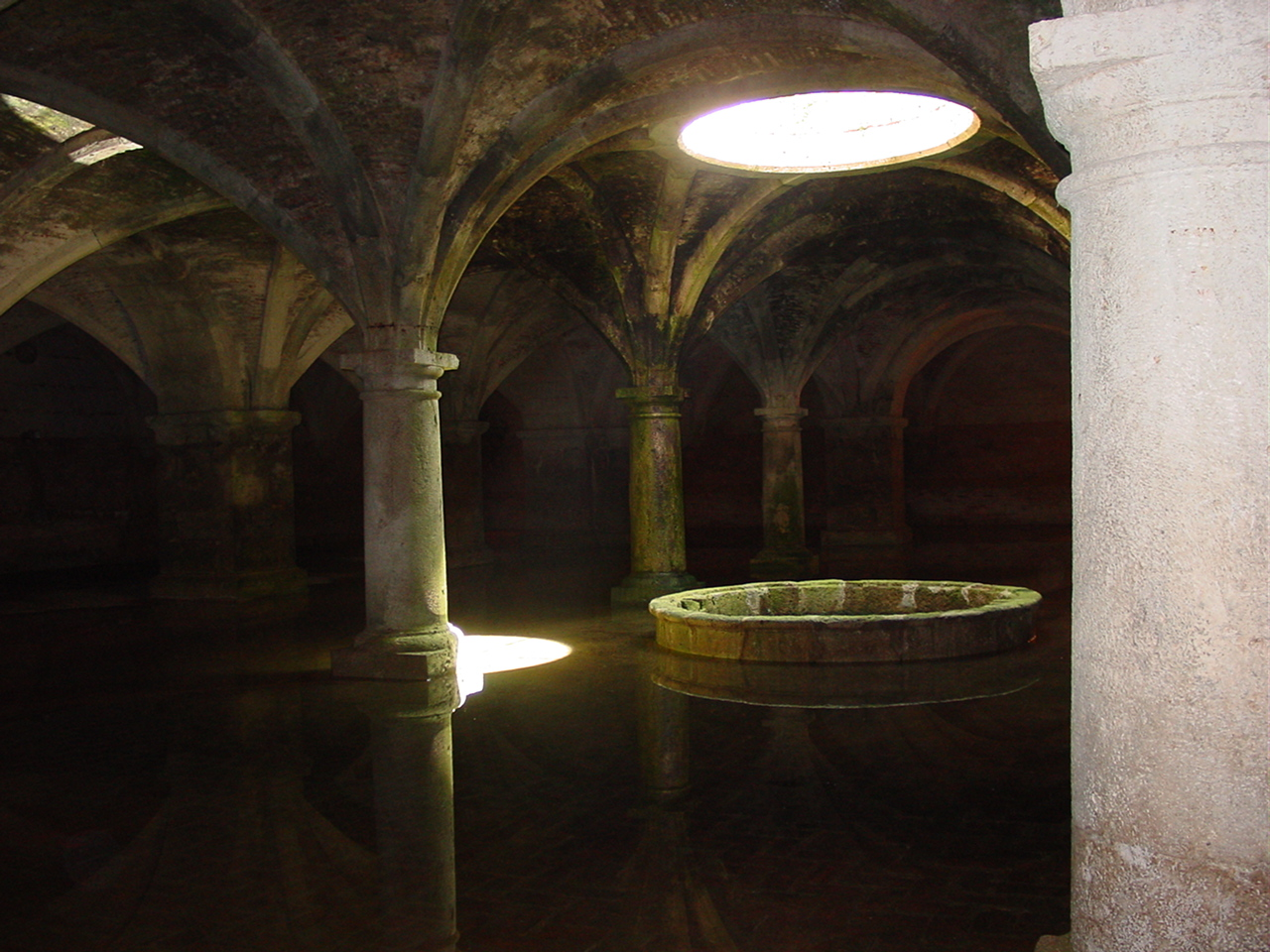
Cisterna manuelina da fortaleza